# Candace Kruttschnitt
Candace Kruttschnitt ist eine kanadische Soziologin und Kriminologin. Sie ist Professorin an der University of Toronto, und amtierte 2015 als Präsidentin der American Society of Criminology (ASC). Sie forscht zur Frauenkriminalität und zur vergleichenden Pönologie.
Kruttschnitt machte ihr Bachelor-Examen in Kriminologie an der University of California, Berkeley und wurde an der Yale University im Fach Soziologie zur Ph.D. promoviert. Sie lehrte an der University of Minnesota, bevor sie an die University of Toronto kam.
2017 wurde sie in die Royal Society of Canada aufgenommen.

## Schriften (Auswahl)
- Herausgegeben mit Karen Heimer: Gender and crime. Patterns of victimization and offending. New York University, New York 2006, ISBN 978-0-8147-3674-6.
- Mit Rosemary Gartner: Marking time in the Golden State. Women's imprisonment in California. Cambridge University Press, Cambridge (UK)/New York 2005, ISBN 0-521-82558-X.